# Финдли, Тимоти
Тимоти Ирвинг Фредерик Финдли (Timothy Irving Frederick Findley, 30 октября 1930 — 21 июня 2002) — канадский новеллист и драматург, офицер Ордена Канады, Ордена Онтарио (англ.) . Был известен по прозвищу Тифф (Tiff) или Тиффи (Tiffy), составленному как акроним первых букв полного имени автора.

## Биография
Финдли родился в Торонто, Канада, в семье Аллана Гилмура Финдли, биржевого брокера, и Маргарет Финдли, в девичестве Маргарет Моуд Булл. В семье, помимо Тимоти, было ещё два сына. Дед Финдли по отцовской линии был президентом Massey-Harris, компании — производителя сельскохозяйственной техники. Воспитанный в высшем обществе торонтского района Роуздейл (Rosedale), он ходил в колледж Св. Андрея, правда, вынужден был оставить обучение в нём по причине слабого здоровья в 10 лет. Посвятил свою карьеру росту в сфере искусств, обучаясь танцу и актёрскому мастерству, и добился выдающихся успехов на данном поприще, прежде чем отвернулся от актёрства, предпочтя ему писательство.

### Начало карьеры
Был самым тесным образом связан со Стратфордским театральным фестивалем в 1950-х, когда сама идея этого фестиваля только появилась и воплощалась в жизнь. Участвовал в нём вместе с Алеком Гиннессом, появившись на сцене в первой постановке пьесы The Matchmaker («Сваха», 1954, по пьесе Иоганна Нестроя, позже стала основой мюзикла Джерри Хермана «Хелло, Долли!», 1964) Торнтона Уайлдера. Также играл роль Питера Папкина в адаптации сборника рассказов Стивена Ликока Sunshine Sketches of a Little Town, постановки CBC Television, в 1952 году. Также играл роль второго плана в телефильме 1964 года John Cabot: A Man of the Renaissance. Кроме того, как актёр и известность, играл роль самого себя в четырёх картинах:
1. Партизан: захват Пэтти Херст (2004) (англ. Neverland: The Rise and Fall of the Symbionese Liberation Army);
2. Life and Times (сериал) (1996—2008);
3. The Champagne Safari (1995);
4. The Stratford Adventure (1954).

### Личная жизнь
Несмотря на то, что ещё в ранней молодости Тимоти Финдли заявил о своих гомосексуальных предпочтениях, он женился на актрисе и фотографе Джанет Рейд (род. в 1930 г.) в 1959 году, но их союз продлился только три месяца, и был завершен разводом два года спустя. После этого он начинает сожительствовать с канадским писателем Уильямом Уайтхедом, которого встретил в 1962 году, работая в Canadian Broadcast Corporation (Канадской телевещательной корпорации), или во время появлений в театре. Финдли и Уайтхед явились соавторами нескольких документальных фильмов в 1970-х гг.
Невзирая на все это, Финдли становится близким другом актрисы Рут Гордон (Ruth Gordon), чья работа в качестве автора сценария и автора текстов вдохновила Финдли на такое же творчество. Позднее Финдли опубликует свою первую короткую историю в Tamarack Review, а Гордон воодушевит его на продолжение писательства, после чего Финдли оставит сцену в 1960-е.

### Зрелая карьера
Финдли работал для кино и театра, был основателем Союза писателей Канады, получил множество престижных премий, участвовал в акции канадских книгоиздателей, выступающих против вырубки старых лесов. Рукописи писателя были приобретены Национальным архивом Канады.

### Зрелые годы. Старость. Уход из жизни
Финдли и Уайтхед поселились в «Стоун Орчад» (англ. Stone Orchard — досл. «каменный фруктовый сад»), ферме недалеко от Каннингтона, Онтарио, а также, на юге Франции. В 1996 году Финдли был удостоен звания Кавалера Ордена искусств и литературы (фр. Chevalier de l’Ordre des arts et des lettres)
В последние годы жизни здоровье подвигло Тимоти Финдли на уединённую жизнь в своём канадском доме в Торонто. «Стоун Орчад» была куплена канадским танцором Рексом Харрингтоном (Rex Harrington). В 2002 году Финдли был удостоен увековечивания своей фамили на канадской Аллее славы.
Тимоти Ирвин Фредерик Финдли скончался 21 июня 2002 года в Бриньоле, Франция, недалеко от своего дома в Котиньяке (департамент Вар, Лазурное побережье).

## Библиография

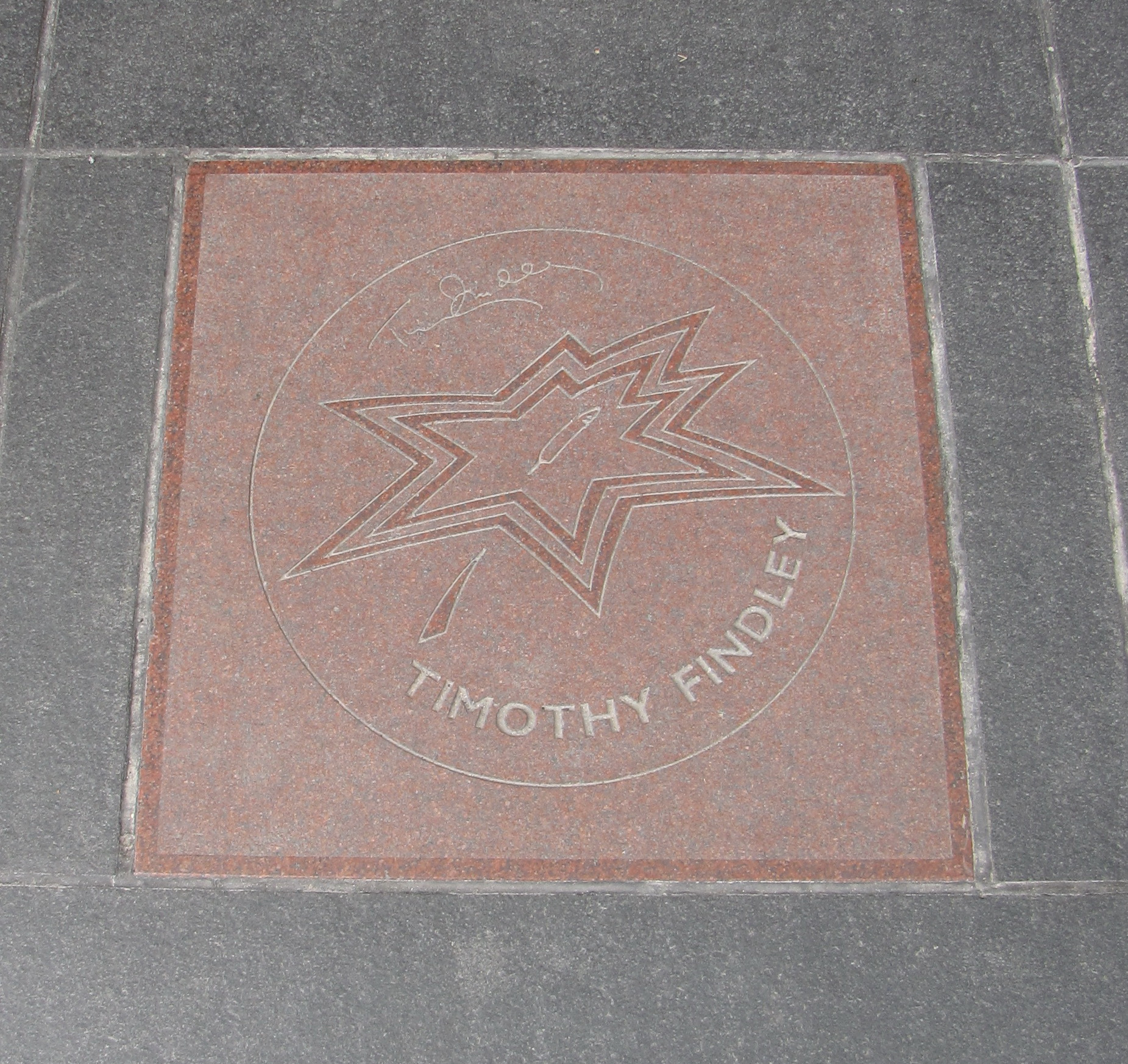
Звезда Тимоти Финдли на канадской Аллее Славы.

### Романы
- The Last of the Crazy People (1967)
- The Butterfly Plague (1969)
- The Wars (1977) (translated into French as Guerres)
- Famous Last Words (1981) (translated into French as Le Grand Elysium Hôtel)
- Not Wanted on the Voyage (1984)
- The Telling of Lies (1986) (Edgar Award, Best Paperback Original, 1989)
- Headhunter (1993)
- The Piano Man's Daughter (1995)
- You Went Away (1996)
- Pilgrim (1999)
- Spadework (2001) — в русском издании название изменено на «Если копнуть поглубже».

### Короткие рассказы
- Dinner Along the Amazon (1984)
- Stones (1988)
- Dust to Dust (1997)

### Пьесы
- Don't Let the Angels Fall (1969)
- The Whiteoaks of Jalna (1972)
- The Newcomers (1977)
- Can You See Me Yet? (1977)
- The Stillborn Lover (1993)
- The Trials of Ezra Pound (2000)
- Elizabeth Rex (2001)
- Shadows (2001)

### Мемуары
- Inside Memory: Pages from a Writer's Workbook (1990)
- From Stone Orchard (1998)
- Journeyman: Travels of a Writer (2004)